# ویلهلم هاینریش واکنردر
ویلهلم هاینریش واکنردر (آلمانی: Wilhelm Heinrich Wackenroder؛ ۱۳ ژوئیهٔ ۱۷۷۳ – ۱۳ فوریهٔ ۱۷۹۸) یک نویسنده اهل آلمان بود.